# Lotnisko Nowy Targ
Lotnisko Nowy Targ (kod ICAO: EPNT) – sportowe lotnisko cywilne położone w Nowym Targu. Należy do Aeroklubu Nowy Targ. Jest to najwyżej położone lotnisko w Polsce.

## Dane AIP lotniska
- Miejsce: Nowy Targ
- Kod IATA: QWS
- Kod ICAO: EPNT
- Współrzędne geograficzne: 49° 27' 45.46'' N, 020° 03' 01.05'' E
- Klasa przestrzeni powietrznej: G, ATZ
- Częstotliwości kwadratu:
  - 122,300 MHz
  - 122,700 MHz
- Wysokość: 628 AMSL
- Kierunek i odległość od Nowego Targu: 0
- Obsługiwany ruch: VFR
- Światła podejścia i światła pasów startowych: brak
- Pasy startowe:
  - 122/302 HDG, 1677 na 120 m, pas trawiasty
  - 019/199 HDG, 680 na 200 m, pas trawiasty
- Strefa ATZ: do 1700 m (5500 ft)
- Możliwość zahangarowania: do uzgodnienia
- Możliwość tankowania: AVGAS 100LL
- Loty nocne PPR (system lamp przenośnych): po uzgodnieniu[2]

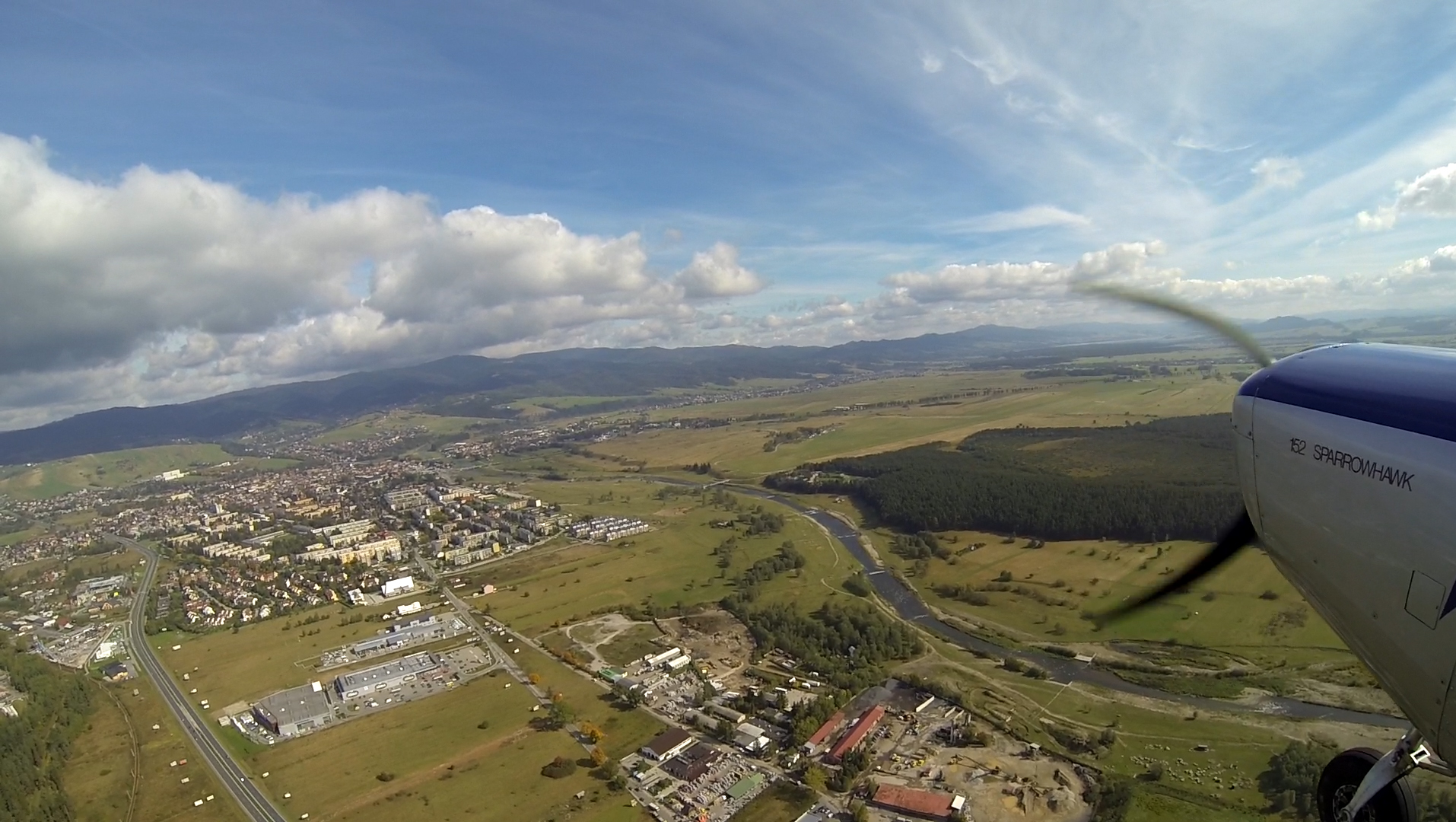
Dolot do Lotniska EPNT od południa (Zakopanego)

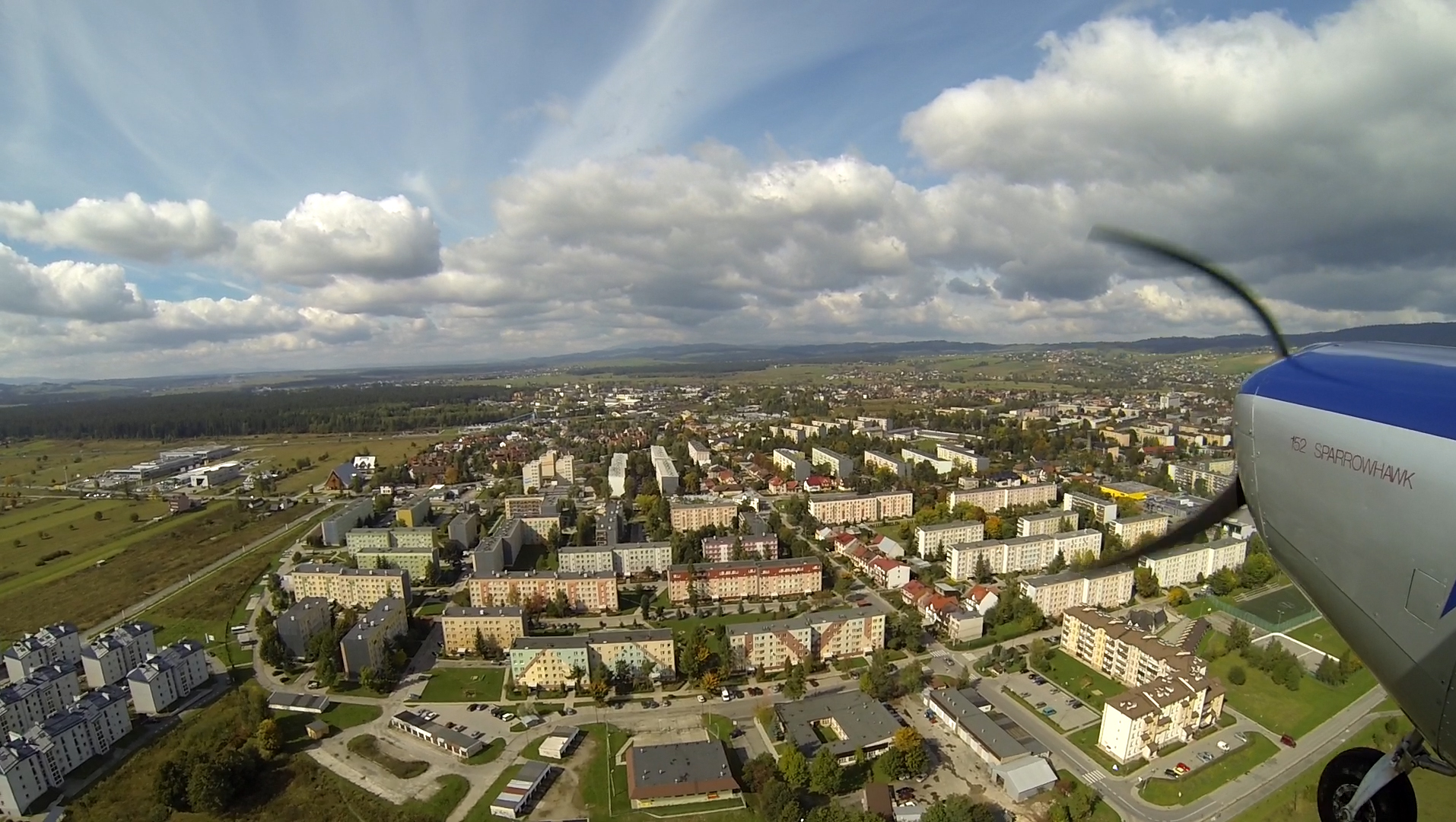
Start z pasa 30 na Nowy Targ

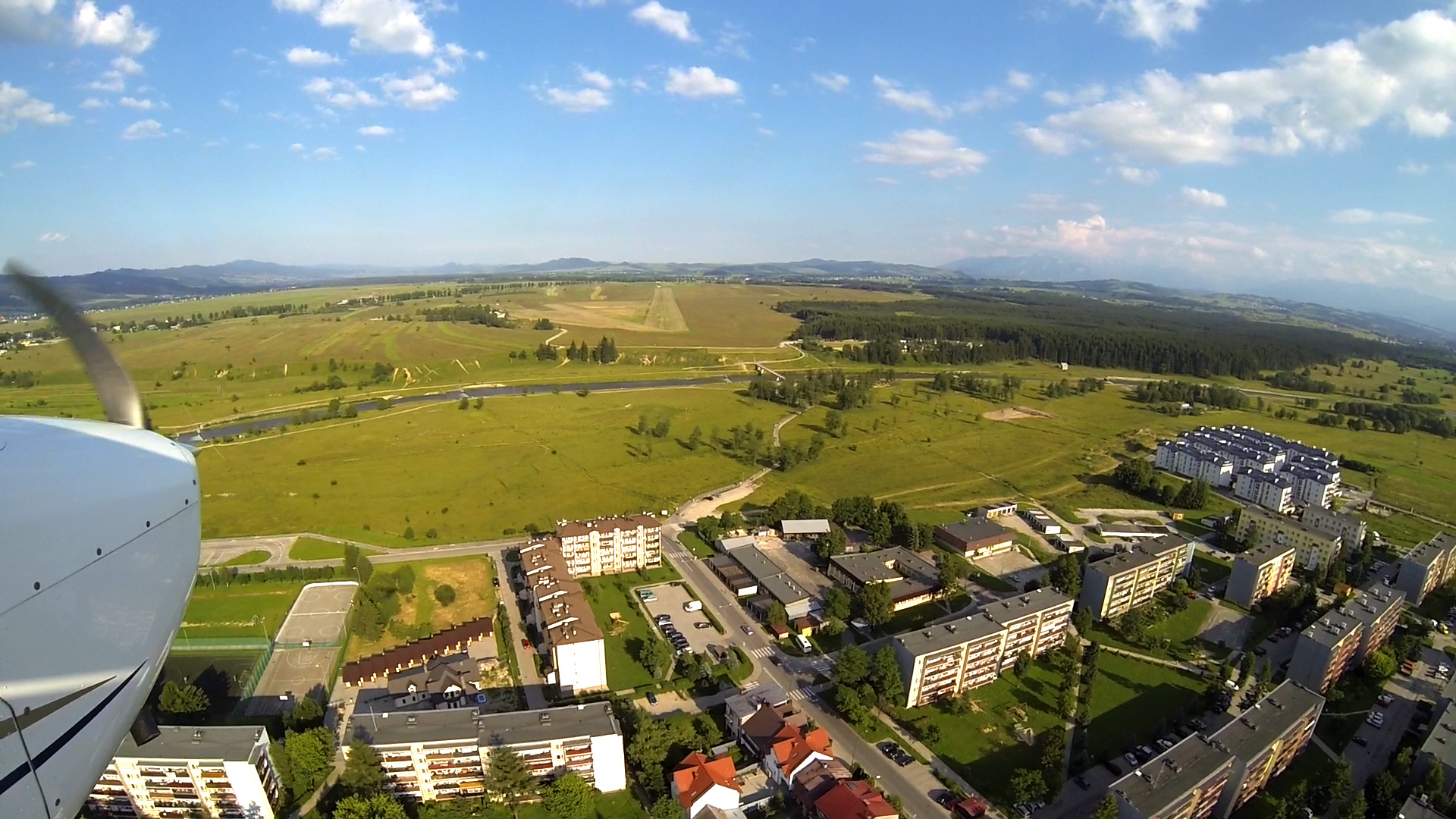
Podejście do lądowania na pasie 12, Lotnisko Nowy Targ

## Historia
Na terenie dzisiejszego lotniska pod koniec XIX w. znajdował się poligon austriackiej artylerii fortecznej, na którym ćwiczyli artylerzyści garnizonów twierdz Kraków i Przemyśl. Startowały stamtąd balony obserwacyjne, a po odzyskaniu przez Polskę niepodległości samoloty 2 Pułku Lotniczego. Lotnisko sportowe w miejscu dawnego poligonu otwarto 3 sierpnia 1930 roku. Teren (60 morgów) przekazała gmina Nowy Targ. Jego budowa trwała 2 miesiące. Z okazji otwarcia lotniska zorganizowano Podhalański Zlot Awionetek, który wygrał Tadeusz Halewski. 
W czasie II wojny światowej było ono wykorzystywane przez Luftwaffe do akcji przeciwko gorczańskim partyzantom. 8 czerwca 1979 r. podczas swojej pierwszej pielgrzymki do Polski papież Jan Paweł II odprawił na nowotarskim lotnisku mszę dla ponad miliona wiernych. Wydarzenie to upamiętnia pomnik papieża ufundowany na tym miejscu w 2000 r. przez przedstawicieli Polonii amerykańskiej, a poświęcony przez ks. kard. Franciszka Macharskiego. Obecnie władze miasta planują rozbudowę lotniska dla potrzeb ruchu pasażerskiego.

## Użytkownicy
- Aeroklub Nowy Targ – ośrodek szkolenia lotniczego (szkolenie do licencji samolotowej, szybowcowej, balonowe), loty widokowe szybowcem, samolotem, balonem, usługi lotnicze)
- "Skoczek[10]" – szkoła spadochronowa (szkolenie spadochronowe metodą AFF, szkolenie spadochronowe metodą "na linę", skoki spadochronowe w tandemie, treningowe skoki spadochronowe).

## Kalendarz imprez
Każdego roku na lotnisku Aeroklubu Nowy Targ odbywają się (chronologicznie)
- styczeń – luty
  - Bieg Podhalański im. Jana Pawła II
  - Nowotarskie Zimowe Zawody Balonowe o Puchar PCD Salami
- kwiecień
  - II Zawody Makiet Szybowców o puchar ATTP
- sierpień
  - Podhalański Piknik Modelarski RC Air Show
  - Nowotarski Piknik Lotniczy

## Wypadki
11 lipca 2011 r. na brzegu Białego Dunajca w pobliżu lotniska rozbił się wykonujący lot szkolny szybowiec SZD-50 Puchacz. Zginęli pilot instruktor oraz uczeń.
30 sierpnia 2011 r. w odległości ok. 2 km od lotniska rozbił się Jak-12 używany do holowania szybowców. Samolot, po wyczepieniu holowanego szybowca, zderzył się z ziemią około 50-60 metrów od zabudowań, po czym zapalił się i spłonął. Zginął doświadczony pilot.